# 張愛玲往來書信集
《張愛玲往來書信集》，是台灣皇冠文化在2020年出版的一本書，分上下冊（紙短情長、書不尽言），收錄1955年至1995年期間張愛玲和宋淇、宋鄺文美夫妻之間往來的超過700封書信。宋淇夫婦的長子宋以朗（也是張愛玲文學遺產的執行人）整理出版。